# 난징기술대학역
난징기술대학역은 2014년에 개통한 중국의 철도역이다.

## 역 주변
- 난징 기술 대학